# Нефтяник (журнал)
«Нефтя́ник» — советский журнал производственно-массовый журнал Министерства нефтяной промышленности CCCP и ЦК профсоюза рабочих нефтяной и газовой промышленности. Издавался в Москве с 1956 года ежемесячно. В журнале раскрывались передовые приёмы и методы работы, опыт рационального и экономного хозяйствования; новинки техники и технологии; публиковались материалы о передовиках и новаторах производства, о работе профсоюзов, хозяйственных объектов и т. п. Тираж достигал в 1985 году 10 500 экземпляров.